# Ried (Obermaiselstein)
Ried (mundartlich: Riədh) ist ein Gemeindeteil der Gemeinde Obermaiselstein im bayerisch-schwäbischen Landkreis Oberallgäu.

## Geographie
Das Dorf liegt circa einen Kilometer südlich des Hauptorts Obermaiselstein. Südlich der Ortschaft befindet sich der Hirschsprung und südwestlich die Sturmannshöhle.

## Ortsname
Der Ortsname stammt vom mittelhochdeutschen Wort riet für Rodung und deutet somit auf eine Rodersiedlung hin. Die Einwohner werden als Riadar bezeichnet.

## Geschichte
Ried wurde erstmals urkundlich im Jahr 1349 mit Hainrich Simon vom Riet erwähnt. Um 1690 wurde die Marienkapelle erbaut.

### Egg
Zusammen mit Ober- und Niederdorf wurde für Ried auch historisch die Sammelbezeichnung Egg genutzt, wobei Ober- und Niederdorf das ursprüngliche Egg waren und Ried ein Rodungsausbau davon. Die Einwohner von Ober- und Niederdorf werden zum Teil noch d'Eggar genannt. Egg wurde erstmals 1408 erwähnt. Eine Erwähnung von Visigginegge im 12. Jahrhundert kann wahrscheinlich auch hierher bezogen werden, deren Einwohner freie Bauern waren oder Ritterbürtige. In Egg lebten rotehnfelsische und heimenhofische Eigenleute.

## Baudenkmäler
Siehe: Liste der Baudenkmäler in Ried